# Hylocitrea bonensis
L'ilocitrea, anche nota come capogrosso golafulva o zufolatore dai fianchi gialli (Hylocitrea bonensis (Meyer & Wiglesworth, 1894)), è una specie di uccello passeriforme, l'unica ascritta al genere Hylocitrea ed alla famiglia Hylocitreidae.

## Etimologia
Il nome scientifico del genere, Hylocitrea, deriva dall'unione della parola greca ὑλη (hylē/hulē, "foresta") con Muscitrea (sinonimo obsoleto di Pachycephala), col significato di "zufolatore di foresta" in riferimento al suo supposto legame di questi uccelli: il nome della specie, bonensis, significa "di Bone", in riferimento all'areale di questi animali.

## Descrizione

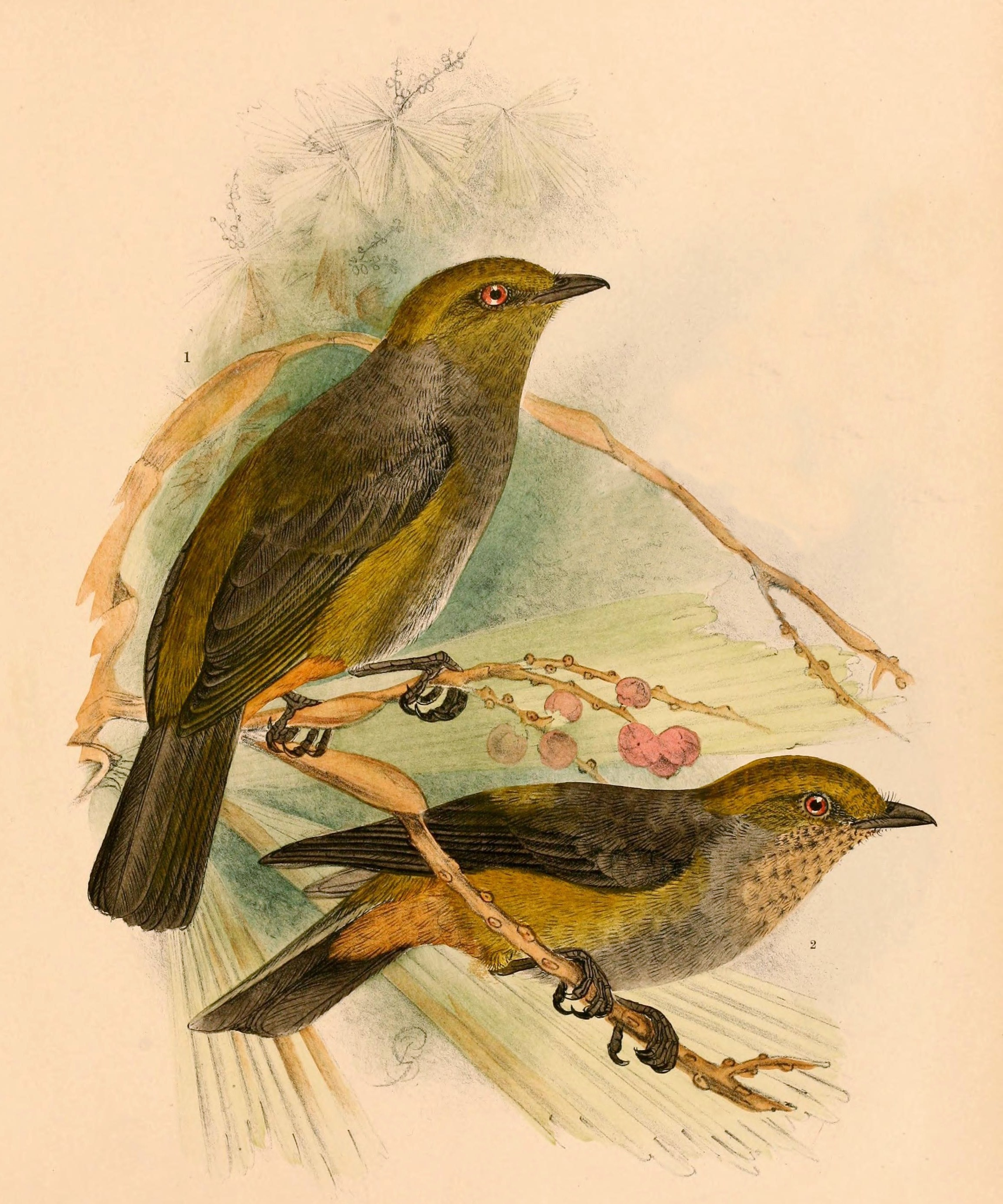
Illustrazione di coppia (maschio in alto) della sottospecie bonthaina.

### Dimensioni
Misura 14–15 cm di lunghezza.

### Aspetto
Si tratta di uccelletti dall'aspetto robusto ma slanciato, muniti di testa arrotondata, becco sottile e dalla punta marcatamente ricurva verso il basso, ali appuntite e coda dalla punta squadrata.
Il piumaggio è piuttosto sobrio, dominato dal bruno-olivastro, più caldo su testa, fianchi e sottocoda, più scuro e tendente al bruno-nerastro su dorso, ali e coda, più chiaro e tendente al beige-giallastro sul ventre e con decise sfumature grigie su petto, lati del collo e nuca, a formare un collare: le popolazioni meridionali presentano testa e area ventrale maggiormente tendenti al giallo ocra.

Il dimorfismo sessuale è presente, con femmine dalla colorazione più sobria, con gola di colore beige dalle singole penne orlate di bruno scuro, a dare un effetto screziato.
In ambedue i sessi il becco è di colore nerastro, le zampe sono di colore grigio-nerastro e gli occhi sono di colore bruno-rossiccio.

## Biologia
Si tratta di uccelli diurni e piuttosto riservati, che vivono da soli o in coppie, talvolta associandosi a stormi misti con altre specie di uccelli dalle abitudini simili.
Il loro richiamo è una serie di cinque note acute e ronzanti uguali fra loro, e ricorda molto quello dei beccafiori.

### Alimentazione
La dieta di questi uccelli è basata su bacche, piccoli frutti ed insetti, ma non si conoscono le esatte proporzioni delle varie componenti.

### Riproduzione
Mancano informazioni riguardo alla riproduzione di questi uccelli: si ritiene tuttavia che essa non si discosti eccessivamente da quanto osservabile fra gli altri Bombycilloidea.

## Distribuzione e habitat
L'ilocitrea è endemica dell'isola indonesiana di Sulawesi, della quale occupa in maniera piuttosto discontinua tutto il territorio, mancando però dalla sua porzione sud-orientale.
L'habitat di questi uccelli è rappresentato dalla foresta pluviale montana e nebulosa primaria e secondaria, fra i 1200 ed i 3500 m di quota (sebbene tenda ad essere più comune sopra i 2000 m).
È frequentemente osservabile all'interno del parco nazionale di Lore Lindu e del parco nazionale di Bogani Nani Wartabone.

## Tassonomia
Se ne riconoscono due sottospecie:

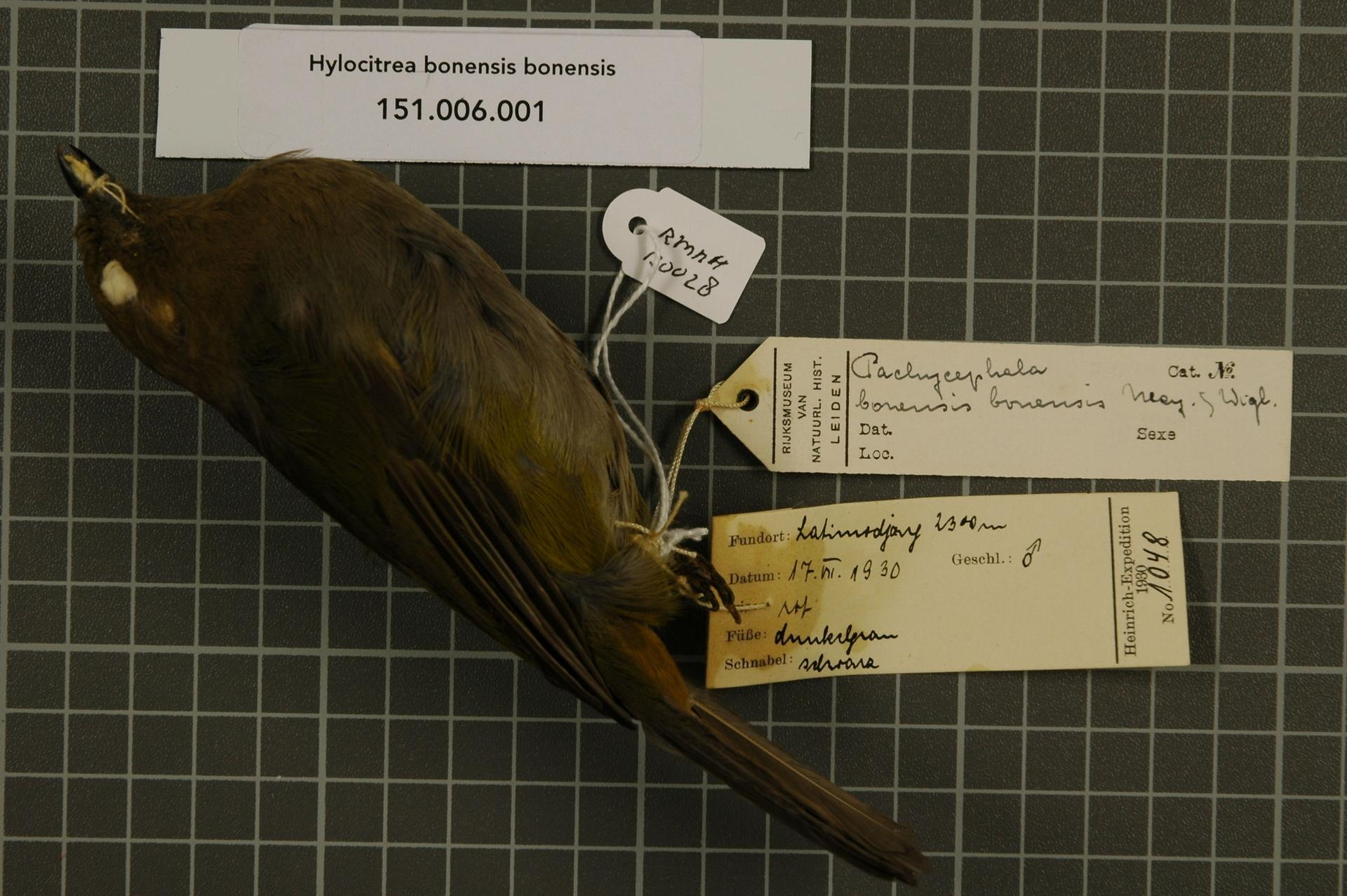
Maschio impagliato della sottospecie nominale.

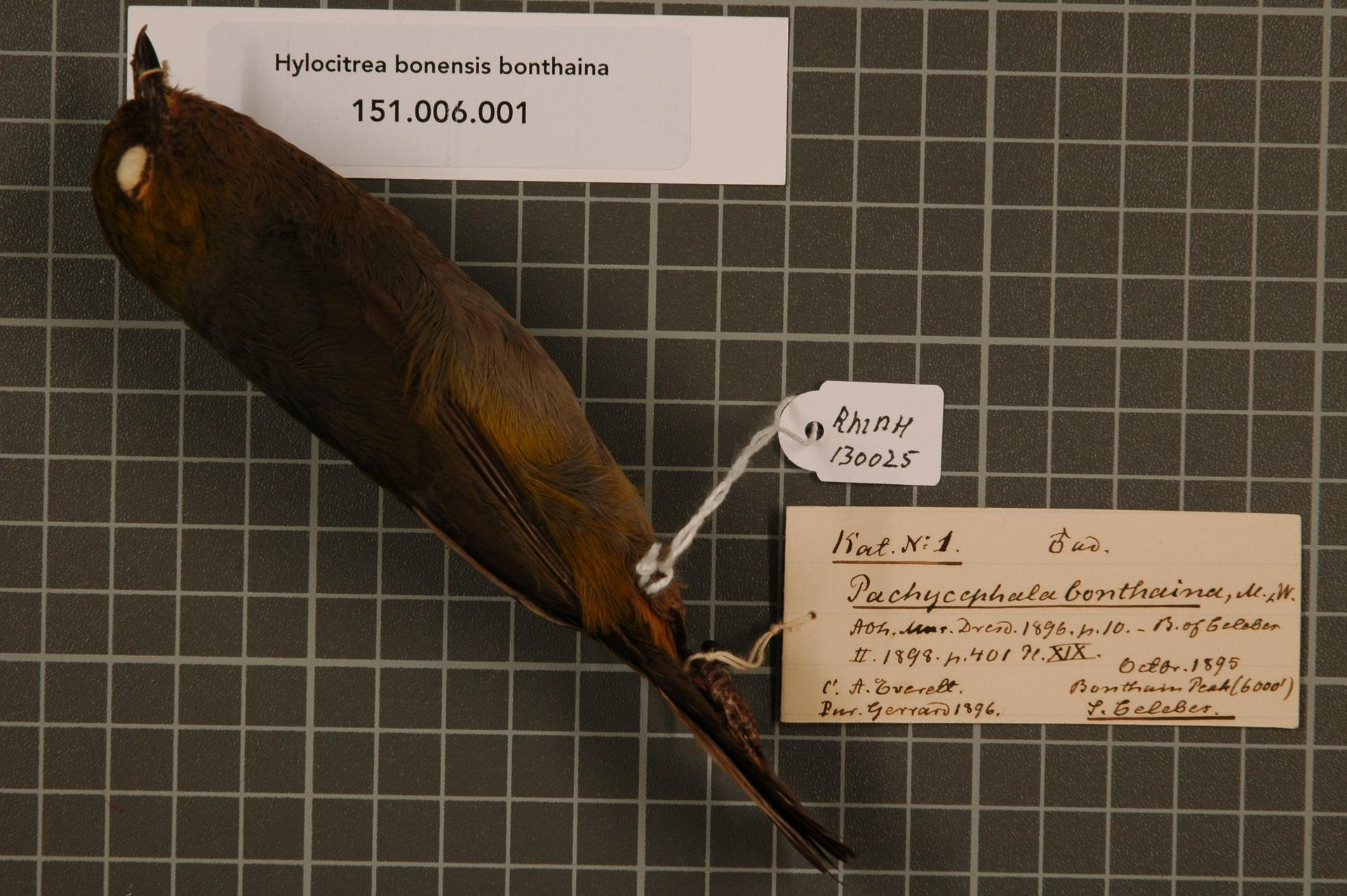
Maschio impagliato della sottospecie bonthaina.

- Hylocitrea bonensis bonensis (Meyer & Wiglesworth, 1894) - la sottospecie nominale, diffusa nella porzione centrale e settentrionale dell'areale occupato dalla specie;
- Hylocitrea bonensis bonthaina (Meyer & Wiglesworth, 1896) - endemica della punta sud-occidentale dell'isola.

Le due sottospecie vengono considerate specie a sé stanti (coi nomi rispettivamente di H. bonensis e H. bonthaina) da alcuni autori, principalmente in base a differenze nella colorazione del piumaggio.
La tassonomia di questo uccello è stata piuttosto travagliata: l'ilocitrea è stata infatti di volta in volta considerata appartenente alle famiglie Pachycephalidae, Corvidae e Muscicapidae. Una recente revisione sistematica ha rivelato che la specie non è inquadrabile tra i Corvida, ma è piuttosto da includere nell'infraordine Passerida. Recenti evidenze filogenetiche la collocano infine in una famiglia a sé stante, Hylocitreidae, strettamente imparentata con Hypocoliidae (coi quali forma un clade) e un po' meno a Dulidae e Bombycillidae.